# Режим покладу нафти, газу
Режим покладу нафти, газу (рос. режим залежи нефти, газа, англ. reservoir drive,  reservoir behaviour; oil and gas reservoir drive, oil and gas reservoir behaviour; нім. Regime n der Erdöl-, Erdgaslagerstätte) — механізм виникнення і прояву в покладах пластової енергії різного виду, що зумовлює приплив нафти чи газу до експлуатаційної свердловини.

## Загальний опис
Обумовлюється геологічною будовою, фізико-хімічними властивостями пласта. Геологічні умови та енергетичні особливості покладу лише сприяють встановленню того чи іншого Р.п.н.г., але не визначають його повністю. У залежності від виду пластової енергії, що забезпечує переміщення флюїду до свердловин, розрізнюють 4 осн. види Р.п.н.г.: водонапірний режим, газонапірний (див. газовий режим), розчиненого газу (див. газованої рідини режим) і гравітаційний режим.
Р.п. можна встановлювати, контролювати, підтримувати або замінювати іншим. Режими, при яких просування пластового флюїду проходить переважно за рахунок витрати внутрішньої енергії покладу, називаються режимами виснаження (наприклад, режим розчиненого газу, гравітаційний). Режими, при яких просування пластового флюїду до свердловин зумовлено дією зовнішніх по відношенню до покладу джерел пластової енергії — напору крайових вод або газу із газової шапки, називаються режимами витіснення (водонапірний, газонапірний).
Розрізняють Р.п. з нерухомими контурами нафтоносності і з рухомими. До перших відносять такі режими, при яких проєкція контуру нафтоносності залишається незмінною протягом усього часу розробки, і сили, що витісняють нафту, діють по усій площі покладу рівномірно (наприклад, режим розчиненого газу), до других — такі, при яких проєкція контуру нафтоносності переміщується і в кінці може бути стягнута в одну лінію або точку; сили, які витісняють нафту, прикладені в цьому випадку до поверхні газонафтового або водонафтового контактів.
Осн. режимами для покладів нафти є газонапірний, водонапірний, газованої рідини і гравітаційний; газових покладів — газовий і водонапірний. У покладах можуть одночасно виявлятися дек. режимів і можливий природний перехід з одного режиму в інший по мірі вичерпання пластової енергії. Поклади, особливо нафтові, рідко розробляються в одному режимі; звичайно встановлюють змішаний режим (комбінація водонапірних режимів з іншими). Газові поклади в осн. розробляються в газовому режимі. Від правильного добору режиму покладу залежать коеф. нафтовіддачі і ефективність розробки та експлуатації покладів.
Під час розробки родовищ, в основному, спостерігаються мішані режими. Але виділення окремих режимів дозволяє описати тенденції в зміні умов, за яких працює свердловина.